# Roger Heim

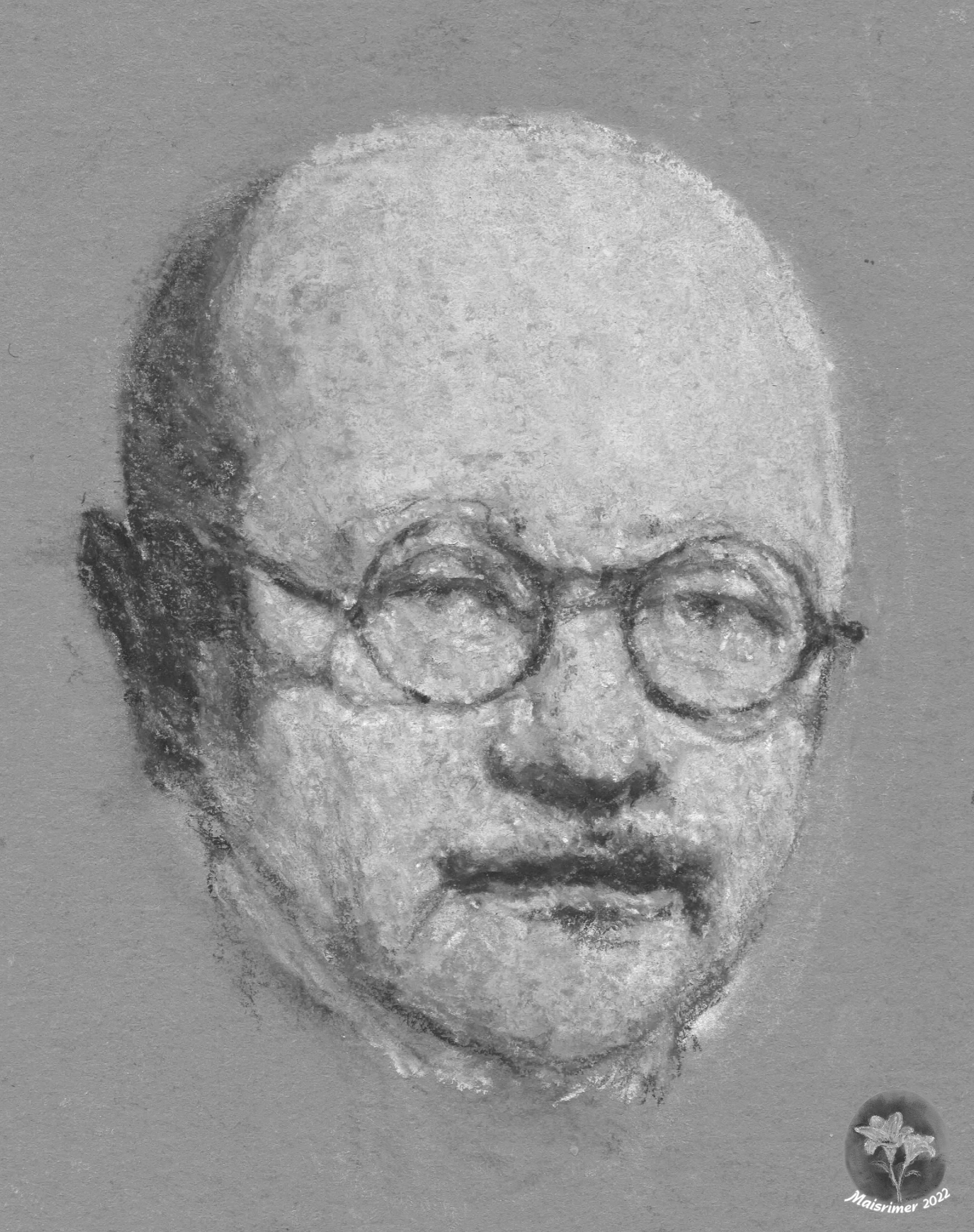
Roger Heim, Kohlezeichnung

Roger Jean Heim (* 12. Februar 1900 in Paris; † 17. September 1979 ebenda) war ein französischer Mykologe. 1951 bis 1965 war er Direktor des Muséum national d’histoire naturelle in Paris. Sein offizielles botanisches Autorenkürzel lautet „R.Heim“.

## Leben
Heim studierte an der École Centrale Paris Chemieingenieurwesen, wandte sich aber bald der Mykologie zu mit der Promotion 1931 (über die Inocybe) und war auch an der Universität Uppsala. Er arbeitete im Labor für Kryptogamen des Museums für Naturgeschichte in Paris, ab 1933 als Sous-Directeur. Im Zweiten Weltkrieg war er im Widerstand (Résistance) und ab 1943 in verschiedenen Konzentrationslagern (Buchenwald, Mauthausen, Gusen), wo er auch gefoltert wurde und worüber er Erinnerungen veröffentlichte. Er erhielt das Croix de guerre und die Résistance-Medaille. Nach dem Krieg wurde er Professor am Naturgeschichtsmuseum und 1951 dessen Direktor.
1954 stand er dem 8. Internationalen Botaniker-Kongress in Paris vor. 1948 wurde er Präsident der Société botanique de France.
Er war früh in ökologischen Fragen engagiert, in Umweltschutz als Basis für die Erhaltung der Artenvielfalt. 1954 bis 1958 war er Präsident der International Union for the Conservation of Nature (IUCN). 1972 schrieb er das Vorwort zur französischen Übersetzung von Silent Spring von Rachel Carson und 1969 zu Avant que Nature ne meurt von Jean Dorst und gab 1973 eine Sammlung von Texten heraus (L'Angoisse de l'an 2000).

## Forschungen
Als Mykologe befasste er sich mit den Milchlingen (Lactarius), Risspilzen (Inocybe) und Täublingen (Russula) und mit exotischen Pilzen wie Termitomyces und ihrer Symbiose mit Termiten.
Er befasste sich auch teilweise zusammen mit R. Gordon Wasson mit psychoaktiven Pilzen aus Mexiko (Gattung Psilocybe), kultivierte diese und stellte pharmazeutischen Firmen Proben zur Verfügung (so auch Albert Hofmann bei Sandoz in Basel, der daraus Psilocybin und Psilocin isolierte und charakterisierte).

## Mitgliedschaften und Ehrungen
Er war Mitglied der Academie des Sciences (1946), der Académie d'agriculture, der Académie d'architecture, der Académie royale des Sciences, des Lettres et des Beaux-Arts de Belgique (1948), der Royal Society of Edinburgh sowie der American Philosophical Society und der Leopoldina. 1958 erhielt er die Darwin-Wallace-Medaille, und 1973 wurde er Ehrenmitglied der Mycological Society of America. Er war Großoffizier der Ehrenlegion und Kommandeur des Ordre des Arts et des Lettres.
In Bellême wurde ein Platz nach ihm benannt.

## Familie
1935 heiratete er die rumänische Mykologin Panca Eftimiu. Er ist der Vater des Professors für Paläoanthropologie am Naturgeschichtsmuseum in Paris Jean-Louis Heim.

## Schriften
- Le genre Inocybe, Encycl. Mycol. 1, Paris: P. Lechevalier 1931
- Fungi Iberici: observations sur la flore mycologique Catalane, Barcelona 1934
- Les Lactario-Russulés du domaine oriental de Madagascar, Paris, Laboratoire de Cryptogamie du Muséeum 1938
- La reproduction chez les plantes, Paris, Armand Collin 1939
- Études descriptives et expérimentales sur les Agarics termitophiles Africains, Paris, Mémoires de l'Académie des Sciences 1940
- La sombre route: souvenirs des camps d'extermination Allemands, Paris, Jodé Corti 1947
- Les Champignons: tableaux d'un monde étrange, Éditions Alpina 1948
- Destruction et Protection de la Nature, Paris: Armand Collin 1952
- Un Naturaliste Autour du Monde, Paris: Albin Michel 1955
- Les Champignons d'Europe, Paris: N. Boubée, 2 Bände 1957, 2. Auflage bei der Fondation Singer-Polignac in einem Band 1969
- mit R. Gordon Wasson: Les champignons hallucinogens du Mexique, études ethnologiques, taxinomiques, biologiques, physiologiques et chimiques. Paris: Editions du Museum National d'Histoire Naturelle. 1958
- mit Roger Cailleux, Pierre Thévenard, Robert Gordon Wasson: Nouvelles Investigations sur les Champignons hallucinogènes, Éditions du Muséum national d’histoire naturelle, Paris 1965
- Les Champignons Toxiques et Hallucinogènes, Paris: Boubée & Cie. 1978
- L'angoisse de l'an 2000, quand la nature aura passé, l'homme la suivra, Paris: Éditions de la fondation Singer-Polignac, 1973
- Termites et Champignons: Les champignons termitophiles d'Afrique Noire et d'Asia meridionale, Paris: Boubée 1977